# アカボウズハゼ
アカボウズハゼ（赤坊主鯊、学名：Sicyopus zosterophorus）は、南西諸島の渓流に生息するハゼで、個体数は非常に少ない。アカボウズハゼ属に属す魚。カエルハゼによく似ているが、背鰭に黒点がないこと、上顎の後半が眼の中央より後方にあり、吻長は上顎より長いことなどで区別可能。

## 分布
日本国内では、種子島、屋久島、奄美大島、沖縄島、石垣島、西表島にのみ分布する。西部太平洋の島々。

## 形態
全長は4-6センチメートル。オスに体側後半部は鮮やかな赤色で、数本の黒色横帯を持ち、産卵期になると特に鮮やかになる。メスの体は一様に淡黄色であり、オスと比べて透明感が強い。両顎歯は尖った円錐状または犬歯状を呈する。背鰭に黒点がないこと、上顎の後半が眼の中央より後方にあり、吻長は上顎より長い。

## 生態
主に小河川の上流域渓流域に生息し、大きな川にはいない。頭上が開けた明るい滝壺でよく見られ、森の中をゆるやかに流れるごく浅い細流にも生息し、流れの緩やかな淵の岩盤や転石の上に単独で見られ、やや薄いところを好み、淵に単独で見られ、中層を遊泳して移動する。上流に向かって積極的に遡上し、途中に障害となる滝があってもものともしない。落差が10m以上ある滝の上にある淵にもその姿が見られる。
動物食性で、飼育下ではユスリカ幼虫（アカムシ）などを食べる。

## 保全状況
多量取水による河川流量の減少、ダム建設、道路整備による土砂の流入などにより、生息環境が悪化し、個体数が減少している。また、美しい体色や希少性から観賞魚として人気があり、業者やマニアによる乱獲にも注意が必要である。絶滅危惧ⅠA類。
絶滅危惧IA類 (CR)（環境省レッドリスト）